# Hiéroglyphe égyptien D53
Le hiéroglyphe égyptien D53 (phallus duquel jaillit un liquide) est classifié dans la section D « Parties du corps humain » de la liste de Gardiner ; il y est noté D53.

## Représentation
Il représente un pénis humain, circoncis et en érection duquel s'échappe un liquide indéterminé (urine ou sperme). Il est translittéré bȝḥ.

## Utilisation
C'est un déterminatif du champ lexical du pénis et de ses actions.
| D52 |

| D52 |

où il peut être déterminatif de l'homme.
| b | bA | A | H | D53 |

| b | bA | A | H | D53 |

| m | b | bA | H | D53 · Y1 |

| m | b | bA | H | D53 · Y1 |

| m | b | bA | H | D53 · Y1 |

| m | b | bA | H | D53 · Y1 |

| m | D53 · Z1 |

| m | D53 · Z1 |

## Exemples de mots
| H | M2 · n | n · D53 |

| H | M2 · n | n · D53 |

| n · k | D53 |

| n · k | D53 |

| TA | A | i | i | D53 · A1 |

| TA | A | i | i | D53 · A1 |